# Ochromolopis acacivorella
Ochromolopis acacivorella är en fjärilsart som beskrevs av Reinhardt Gaedike 1968. Ochromolopis acacivorella ingår i släktet Ochromolopis och familjen skärmmalar. Inga underarter finns listade i Catalogue of Life.